# Liste der Monuments historiques in Gigny-Bussy
Die Liste der Monuments historiques in Gigny-Bussy führt die Monuments historiques in der französischen Gemeinde Gigny-Bussy auf.

## Liste der Immobilien
| Bezeichnung     | Beschreibung           | Standort                                 | Kennzeichnung | Schutzstatus | Datum | Bild           |
| --------------- | ---------------------- | ---------------------------------------- | ------------- | ------------ | ----- | -------------- |
| Kirche St-Denis | ab dem 12. Jahrhundert | Bussy-aux-Bois, rue Blanche Royer (Lage) | PA00078714    | Inscrit      | 1944  | weitere Bilder |

## Liste der Objekte
| Bezeichnung                 | Beschreibung           | Standort                                          | Kennzeichnung | Schutzstatus | Datum | Bild |
| --------------------------- | ---------------------- | ------------------------------------------------- | ------------- | ------------ | ----- | ---- |
| Skulptur Heiliger Sebastian | Holz, 17. Jahrhundert  | Bussy-aux-Bois, in der Kirche St-Denis (Lage)     | PM51000120    | Classé       | 1966  |      |
| Skulptur Heiliger Dionysius | Stein, 15. Jahrhundert | Bussy-aux-Bois, in der Kirche St-Denis (Lage)     | PM51002289    | Inscrit      | 1975  |      |
| Skulptur Heilige Petronilla | Holz, 17. Jahrhundert  | Bussy-aux-Bois, in der Kirche St-Denis (Lage)     | PM51002290    | Inscrit      | 1975  |      |
| Skulptur Heilige Juliane    | Stein, 17. Jahrhundert | Gigny-aux-Bois, in der Kirche Ste-Julienne (Lage) | PM51002288    | Inscrit      | 1975  |      |